# Diocesi di San Pedro
La diocesi di San Pedro (in latino Dioecesis Sancti Petri Apostoli) è una sede della Chiesa cattolica in Paraguay suffraganea dell'arcidiocesi di Asunción. Nel 2023 contava 420.082 battezzati su 538.567 abitanti. È retta dal vescovo Pierre Jubinville, C.S.Sp.

## Territorio
La diocesi comprende il dipartimento paraguaiano di San Pedro.
Sede vescovile è la città di San Pedro de Ycuamandiyú, dove si trova la cattedrale di San Pietro.
Il territorio si estende su 20.002 km² ed è suddiviso in 22 parrocchie.

## Storia
La diocesi è stata eretta il 5 giugno 1978 con la bolla Ad christiani populi di papa Paolo VI, ricavandone il territorio dalla diocesi di Concepción en Paraguay.

## Cronotassi dei vescovi
Si omettono i periodi di sede vacante non superiori ai 2 anni o non storicamente accertati.
- Óscar Páez Garcete † (5 giugno 1978 - 10 luglio 1993 nominato vescovo di Alto Paraná)
- Fernando Armindo Lugo Méndez, S.V.D. (5 marzo 1994 - 11 gennaio 2005 dimesso)
  - Sede vacante (2005-2007)
- Adalberto Martínez Flores (19 febbraio 2007 - 14 marzo 2012 nominato ordinario militare del Paraguay)
- Pierre Jubinville, C.S.Sp., dal 6 novembre 2013

## Statistiche
La diocesi nel 2023 su una popolazione di 538.567 persone contava 420.082 battezzati, corrispondenti al 78,0% del totale.
| anno | popolazione | popolazione | popolazione | presbiteri | presbiteri | presbiteri | presbiteri                | diaconi | religiosi | religiosi | parrocchie |
| anno | battezzati  | totale      | %           | numero     | secolari   | regolari   | battezzati per presbitero | diaconi | uomini    | donne     | parrocchie |
| ---- | ----------- | ----------- | ----------- | ---------- | ---------- | ---------- | ------------------------- | ------- | --------- | --------- | ---------- |
| 1980 | 195.200     | 205.500     | 95,0        | 16         | 5          | 11         | 12.200                    |         | 12        | 11        | 10         |
| 1990 | 221.609     | 236.910     | 93,5        | 11         | 6          | 5          | 20.146                    |         | 5         | 12        | 17         |
| 1999 | 320.000     | 352.000     | 90,9        | 22         | 10         | 12         | 14.545                    |         | 12        | 25        | 18         |
| 2000 | 330.000     | 365.000     | 90,4        | 19         | 8          | 11         | 17.368                    |         | 13        | 28        | 17         |
| 2001 | 330.000     | 370.000     | 89,2        | 21         | 10         | 11         | 15.714                    |         | 13        | 22        | 19         |
| 2002 | 350.000     | 400.000     | 87,5        | 19         | 8          | 11         | 18.421                    |         | 14        | 22        | 19         |
| 2003 | 350.000     | 381.318     | 91,8        | 22         | 12         | 10         | 15.909                    |         | 11        | 25        | 19         |
| 2004 | 350.000     | 380.787     | 91,9        | 18         | 10         | 8          | 19.444                    |         | 9         | 20        | 19         |
| 2010 | 402.000     | 438.000     | 91,8        | 27         | 10         | 17         | 14.888                    |         | 28        | 26        | 20         |
| 2014 | 430.000     | 468.000     | 91,9        | 23         | 10         | 13         | 18.695                    | 1       | 13        | 31        | 20         |
| 2017 | 388.710     | 451.230     | 86,1        | 25         | 13         | 12         | 15.548                    |         | 12        | 18        | 21         |
| 2020 | 369.967     | 483.289     | 76,6        | 26         | 17         | 9          | 14.229                    |         | 9         |           | 22         |
| 2022 | 410.337     | 512.921     | 80,0        | 27         | 18         | 9          | 15.197                    | 2       | 9         |           | 22         |
| 2023 | 420.082     | 538.567     | 78,0        | 25         | 17         | 8          | 16.803                    | 4       | 8         |           | 22         |